# Художественная галерея леди Левер
Художественная галерея леди Левер — художественная галерея в Порт-Санлайт, пригороде Ливерпуля. Основанная в 1922 году, входит в систему национальных музеев Ливерпуля. Галерея была основана и построена промышленником и меценатом Уильямом Левером, первым виконтом Леверхьюм. Здание галереи является одним из сохранившихся образцов архитектуры поздней викторианской и эдвардианской эпох. Здесь хранятся основные коллекции изобразительного и декоративного искусства, соответствующие личному вкусу лорда Леверхьюма.
В коллекции широко представлены британская живопись и скульптура XIX века, но есть и работы конца XVIII и начала XX века. Также представлены коллекции английской мебели, фарфора и фаянсовых изделий Джозайи Веджвуда, китайской керамики, а также небольшие группы других типов предметов, таких как древнегреческие вазы и римские скульптуры. Большая часть экспонатов является частью начального пожертвования, но коллекция продолжает понемногу расти. В залах галереи преобладают смешанные экспозиции, где вместе представлены картины, скульптуры и мебель, и есть пять «комнат периода», которые воспроизводят типичные интерьеры домов английской аристократии разных эпох.

## История
Левер начал собирать предметы искусства в конце XIX века, преимущественно для использования в рекламе популярного бренда «Sunlight Soap» (его изготавливали в нескольких минутах ходьбы от галереи), который помог ему обогатиться. Когда он стал богаче, его коллекции стали расширяться и у него появился вкус к коллекционированию. Он коллекционировал преимущественно британское искусство, но он также был очарован китайским искусством, римской скульптурой и греческими вазами, которые он выбрал для коллекционирования, чтобы показать стили, которые повлияли на британских художников в восемнадцатом и девятнадцатом веках.
Уильям Левер построил галерею для демонстрации своей коллекции и назвал её в память своей жены Элизабет (леди Левер), которая умерла в 1913 году.

## Здание
Художественная галерея леди Левер была построена в 1913 году в стиле бозар архитекторами Уильямом и Сегаром Оуэнами. Здание было открыто в 1922 году принцессой Беатрис, младшей дочерью королевы Виктории.
В 2015 году часть музея была закрыта для посетителей и начался ремонт. В 2016 году реконструированные залы галереи были восстановлены в их первоначальном архитектурном стиле в рамках проекта реставрации стоимостью 2,8 млн фунтов стерлингов. Реставрация включала в себя улучшение освещения и восстановление некоторых оригинальных потолков и дверных проёмов.

## Коллекция

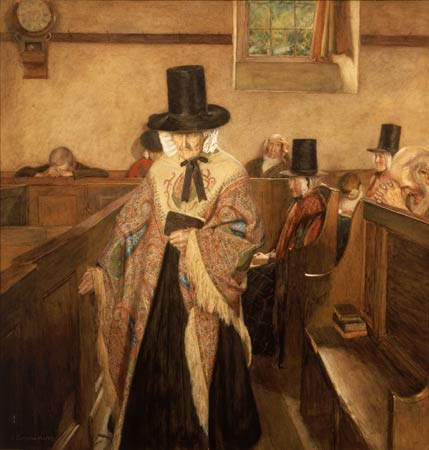
Сидней Курноу Воспер. Салем, 1908

В галерее широко представлены несколько направлений живописи викторианской эпохи, в том числе работы прерафаэлитов, как периода Братства, так и периода после его распада. Галерея имеет работы эпохи Возрождения и образцы поздней исторической живописи. Есть важные работы Джона Эверетта Милле, Форда Медокса Брауна, Уильяма Холмана Ганта, Данте Габриэля Россетти, Эдварда Берн-Джонса, Фредерика Лейтона и многих других. Более ранние работы включают картины Уильяма Этти, Уильяма Тернера, Джона Констебла, Томаса Гейнсборо и Джошуа Рейнольдса. В галерее экспонируется известная акварель валлийского художника Сиднея Курноу Воспера «Салем», на которой, по убеждению искусствоведов, зашифровано изображение дьявола, а, по словам самого автора, — призрака.